# La Gardèla
La Gardèla (en francès Lagardelle) és un municipi francès situat al departament de l'Òlt i a la regió d'Occitània.
El municipi té la Gardèla com a capital administrativa, i també compta amb l'agregat de los Capmasses.

## Demografia
| 1962                                       | 1968 | 1975 | 1982 | 1990 | 1999 | 2007 |
| ------------------------------------------ | ---- | ---- | ---- | ---- | ---- | ---- |
| 76                                         | 108  | 96   | 104  | 107  | 102  | 127  |
| Des de 1962: població sense dobles comptes |      |      |      |      |      |      |

## Administració
| Període   | Identitat          | Partit |
| --------- | ------------------ | ------ |
| 2002-2005 | Anne-Marie Touriol |        |
| 2005-2008 | Marcel Cure        |        |
| 2001-     | Claude Teulet      |        |